# Bertrand de Comps
Bertrand de Comps fou el 17è Mestre de l'Hospital. La seva família era originària de Comps-sur-Artuby, a Provença. Va començar el seu magisteri el 1236 i hi va estar fins a 1239/1240.